# Мірослав (Мазовецьке воєводство)
Мірослав (пол. Mirosław) — село в Польщі, у гміні Слупно Плоцького повіту Мазовецького воєводства.
Населення — 252 особи (2011).
У 1975-1998 роках село належало до Плоцького воєводства.

## Демографія
Демографічна структура станом на 31 березня 2011 року:
|          | Загалом | Допрацездатний вік | Працездатний вік | Постпрацездатний вік |
| -------- | ------- | ------------------ | ---------------- | -------------------- |
| Чоловіки | 126     | 29                 | 83               | 14                   |
| Жінки    | 126     | 26                 | 76               | 24                   |
| Разом    | 252     | 55                 | 159              | 38                   |